# Darwin (Familie)
Darwin ist ein englischer Familienname.

## Namensträger
1. Robert Darwin of Elston (1682–1754), Rechtsanwalt
  1. Robert Waring Darwin (1724–1816), Bruder von Erasmus Darwin; englischer Arzt und Botaniker
  2. Erasmus Darwin (1731–1802), britischer Arzt, Naturforscher und Dichter, Großvater von Charles Darwin und Francis Galton
    1. Charles Darwin (1758–1778), britischer Medizinstudent, ältester Sohn von Erasmus Darwin
    2. Robert Darwin (1766–1848), Sohn von Erasmus Darwin und der Vater von Charles Darwin; englischer Arzt
      1. Charles Darwin (1809–1882), Begründer der modernen Evolutionstheorie ⚭ Emma Darwin (geb. Wedgwood, 1808–1896), Cousine und Ehefrau des englischen Naturforschers Charles Darwin
        1. George Howard Darwin (1845–1912), Sohn von Charles Darwin, Astronom und Mathematiker
          1. Gwen Raverat geb. Gwendolen Mary Darwin (1885–1957), englische Künstlerin und Schriftstellerin
          2. Charles Galton Darwin (1887–1962), Enkel von Charles Darwin, Physiker
          3. William Robert Darwin (1894–1970), Enkel von Charles Darwin
            1. George Erasmus Darwin (* 1927), Urenkel von Charles Darwin
              1. Sarah Darwin (* 1964), britische Botanikerin, Ur-Urenkelin von Charles Darwin

        2. Francis Darwin (1848–1925), Sohn von Charles Darwin; englischer Botaniker ⚭ Ellen Wordsworth Darwin (1856–1903), britische Dozentin für Englische Literatur
          1. Bernard Darwin (1876–1961), Enkel von Charles Darwin; britischer Jurist, Sportjournalist und Schriftsteller
          2. Frances Cornford (1886–1960), Enkelin von Charles Darwin; Dichterin

        3. Leonard Darwin (1850–1943), Sohn von Charles Darwin; Ökonom, Eugeniker, Politiker
        4. Horace Darwin (1851–1928), Sohn von Charles Darwin; britischer Bauingenieur